# Marko Putinčanin
Marko Putinčanin (in serbo Mapкo Путинчaнин?; Belgrado, 16 dicembre 1987) è un calciatore serbo, centrocampista o difensore svincolato.

## Palmarès

### Club

#### Competizioni nazionali
- Campionato albanese: 1

Dinamo Tirana: 2009-2010
- Supercoppa d'Estonia: 1

Levadia Tallinn: 2022